# Єжмановиці (Малопольське воєводство)
Єжмановиці (пол. Jerzmanowice) — село в Польщі, у гміні Єжмановиці-Пшегіня Краківського повіту Малопольського воєводства.
Населення — 2687 осіб (2011).

## Демографія
Демографічна структура станом на 31 березня 2011 року:
|          | Загалом | Допрацездатний вік | Працездатний вік | Постпрацездатний вік |
| -------- | ------- | ------------------ | ---------------- | -------------------- |
| Чоловіки | 1315    | 252                | 914              | 149                  |
| Жінки    | 1372    | 258                | 819              | 295                  |
| Разом    | 2687    | 510                | 1733             | 444                  |